# Discografia di Bad Gyal
La discografia di Bad Gyal, cantante spagnola, è costituita da un album in studio, due EP, due mixtape e oltre quaranta singoli.

## Album in studio
| Anno | Titolo e dettagli | Classifiche | Certificazioni                |
| Anno | Titolo e dettagli | SPA         | Certificazioni                |
| ---- | --- | ----------- | ----------------------------- |
| 2024 | La joia - Pubblicato: 26 gennaio 2024 - Etichetta: Universal Latino, Interscope - Formato: CD, LP, download digitale, streaming | 1           | - SPA: Oro - USA: Oro (Latin) |

## Extended play
| Anno                                                         | Titolo e dettagli | Classifiche |
| Anno                                                         | Titolo e dettagli | SPA         |
| ------------------------------------------------------------ | --- | ----------- |
| 2021                                                         | Warm Up - Pubblicato: 18 marzo 2021 - Etichetta: Aftercluv, Interscope - Formato: Download digitale, streaming                                   | 5           |
| 2021                                                         | Sound System: The Final Releases - Pubblicato: 9 dicembre 2021 - Etichetta: Universal Latino, Interscope - Formato: Download digitale, streaming | —           |
| "—" indica una pubblicazione non classificata in quel paese. | |             |

## Mixtape
| Anno | Titolo e dettagli | Classifiche |
| Anno | Titolo e dettagli | SPA         |
| ---- | --- | ----------- |
| 2016 | Slow Wine Mixtape - Pubblicato: 11 novembre 2016 - Etichetta: autopubblicato - Formato: Download digitale, streaming | 75          |
| 2018 | Worldwide Angel - Pubblicato: 9 dicembre 2021 - Etichetta: Puro, Canada - Formato: Download digitale, streaming      | 11          |

## Singoli
| Anno                                                                                                | Titolo                                                  | Classifiche | Classifiche | Classifiche | Classifiche | Classifiche | Classifiche | Classifiche | Classifiche | Certificazioni                                           | Album di provenienza             |
| Anno                                                                                                | Titolo                                                  | SPA         | ARG         | BRA         | CHL         | CRI         | ECU         | PAN         | PRT         | Certificazioni                                           | Album di provenienza             |
| --------------------------------------------------------------------------------------------------- | ------------------------------------------------------- | ----------- | ----------- | ----------- | ----------- | ----------- | ----------- | ----------- | ----------- | -------------------------------------------------------- | -------------------------------- |
| 2017                                                                                                | Jacaranda (con Dubbel Dutch)                            | —           | ×           | ×           | ×           | ×           | ×           | ×           | —           | - SPA: Oro                                               | /                                |
| 2017                                                                                                | Nicest Cocky (con Paul Marmota)                         | —           | ×           | ×           | ×           | ×           | ×           | ×           | —           |                                                          | /                                |
| 2018                                                                                                | Blink (feat. Florentino)                                | —           | ×           | ×           | ×           | ×           | ×           | ×           | —           |                                                          | Worldwide Angel                  |
| 2018                                                                                                | Candela (con Dubbel Dutch)                              | —           | ×           | ×           | ×           | ×           | ×           | ×           | —           | - SPA: Oro                                               | Worldwide Angel                  |
| 2018                                                                                                | Por ti (con Florentino)                                 | —           | ×           | ×           | ×           | ×           | ×           | ×           | —           |                                                          | Fragmentos                       |
| 2018                                                                                                | Internationally (feat. Jam City & Dubbel Dutch)         | —           | ×           | ×           | ×           | ×           | ×           | ×           | —           |                                                          | Worldwide Angel                  |
| 2018                                                                                                | Más raro                                                | —           | ×           | ×           | ×           | ×           | ×           | ×           | —           |                                                          | /                                |
| 2018                                                                                                | Open the Door (con Govana feat. DJ Papis)               | —           | ×           | ×           | ×           | ×           | ×           | ×           | —           | - SPA: Oro                                               | /                                |
| 2018                                                                                                | Yo sigo iual (feat. Fakeguido & El Guincho)             | —           | ×           | ×           | ×           | ×           | ×           | ×           | —           |                                                          | Worldwide Angel                  |
| 2018                                                                                                | Unknown Feeling                                         | —           | ×           | ×           | ×           | ×           | ×           | ×           | —           |                                                          | /                                |
| 2019                                                                                                | Santa María (feat. Busy Signal)                         | 14          | —           | ×           | ×           | ×           | ×           | ×           | —           | - SPA: Platino                                           | /                                |
| 2019                                                                                                | Hookah                                                  | 55          | —           | ×           | ×           | ×           | ×           | ×           | —           | - SPA: Platino                                           | /                                |
| 2019                                                                                                | Alocao (con Omar Montes)                                | 1           | —           | ×           | ×           | ×           | ×           | ×           | —           | - SPA: Platino (6)                                       | /                                |
| 2019                                                                                                | Zorra (solo o con Rauw Alejandro)                       | 2           | —           | ×           | ×           | ×           | ×           | ×           | —           | - SPA: Platino (3)                                       | /                                |
| 2020                                                                                                | Bom bom (con Kafu Banton e Guaynaa)                     | 9           | —           | ×           | ×           | ×           | ×           | ×           | —           | - SPA: Platino                                           | /                                |
| 2020                                                                                                | Aprendiendo el sexo                                     | 29          | —           | ×           | ×           | ×           | ×           | ×           | —           | - SPA: Oro                                               | Warm Up                          |
| 2020                                                                                                | Blin blin (con Juanka)                                  | 7           | —           | ×           | ×           | ×           | ×           | ×           | —           | - SPA: Platino (2)                                       | Warm Up                          |
| 2021                                                                                                | Pussy (con El Guincho)                                  | 50          | —           | ×           | ×           | ×           | ×           | ×           | —           |                                                          | Warm Up                          |
| 2021                                                                                                | Bobo (con Mariah Angeliq e María Becerra)               | 41          | —           | ×           | ×           | ×           | ×           | ×           | —           |                                                          | La tóxica                        |
| 2021                                                                                                | Esta noche (con Lalo Ebratt)                            | —           | —           | ×           | ×           | ×           | ×           | ×           | —           |                                                          | /                                |
| 2021                                                                                                | Flow 2000 (solo o con Beny Jr)                          | 9           | —           | ×           | ×           | ×           | ×           | ×           | —           | - SPA: Platino (3)                                       | /                                |
| 2021                                                                                                | Nueva York (Tot*)                                       | 5           | —           | ×           | ×           | ×           | ×           | ×           | —           | - SPA: Platino (2)                                       | Sound System: The Final Releases |
| 2021                                                                                                | Su payita (Gramos)                                      | 18          | —           | ×           | ×           | ×           | ×           | ×           | —           | - SPA: Oro                                               | Sound System: The Final Releases |
| 2022                                                                                                | Formosa (Remix) (con Kaio Viana, Totoy El Frio e MC CJ) | —           | —           | —           | —           | —           | —           | —           | —           |                                                          | /                                |
| 2022                                                                                                | La prendo                                               | 22          | —           | —           | —           | —           | —           | —           | —           | - SPA: Platino (2)                                       | /                                |
| 2022                                                                                                | Tremendo culón                                          | 92          | —           | —           | —           | —           | —           | —           | —           | - SPA: Oro                                               | /                                |
| 2022                                                                                                | Sexy                                                    | 62          | —           | —           | —           | —           | —           | —           | —           |                                                          | La joia                          |
| 2022                                                                                                | Sin carné                                               | 35          | —           | —           | —           | —           | —           | —           | —           | - SPA: Oro                                               | La joia                          |
| 2022                                                                                                | Real G (con Quevedo)                                    | 12          | —           | —           | —           | —           | —           | —           | —           | - SPA: Platino                                           | La joia                          |
| 2023                                                                                                | Chulo (solo o con Tokischa e Young Miko)                | 16          | 16          | —           | 7           | 10          | 11          | 13          | —           | - SPA: Platino (4) - MEX: Oro - USA: Platino (6) (Latin) | La joia                          |
| 2023                                                                                                | Qué rico (con Un Titico ed El Dany MC)                  | —           | —           | —           | —           | —           | —           | —           | —           |                                                          | /                                |
| 2023                                                                                                | El Sol me da                                            | 90          | —           | —           | —           | —           | —           | —           | —           |                                                          | /                                |
| 2023                                                                                                | Mi lova (con Myke Towers)                               | 21          | —           | —           | —           | —           | —           | —           | —           | - SPA: Platino                                           | La joia                          |
| 2023                                                                                                | Ghetto Princess (con Ovy on the Drums e Ryan Castro)    | —           | —           | —           | —           | —           | —           | —           | —           |                                                          | /                                |
| 2023                                                                                                | Enamórate (con Nicki Nicole)                            | 24          | —           | —           | —           | —           | —           | —           | —           | - SPA: Oro                                               | /                                |
| 2023                                                                                                | Give Me                                                 | 49          | —           | —           | —           | —           | —           | —           | —           |                                                          | La joia                          |
| 2024                                                                                                | Bota niña (con Anitta)                                  | 86          | —           | —           | —           | —           | —           | —           | —           |                                                          | La joia                          |
| 2024                                                                                                | Double Team (con Anitta e Brray)                        | —           | —           | 50          | —           | —           | —           | —           | 117         |                                                          | Funk Generation                  |
| 2024                                                                                                | SexeSexy (con Mushkaa e Bexnil)                         | 37          | —           | —           | —           | —           | —           | —           | —           |                                                          | SexySensible                     |
| 2024                                                                                                | Guay (con Ozuna)                                        | 8           | —           | —           | —           | —           | —           | —           | —           | - SPA: Platino                                           | /                                |
| 2024                                                                                                | Perdió (con Ivy Queen)                                  | —           | —           | —           | —           | —           | —           | —           | —           |                                                          | /                                |
| 2024                                                                                                | Duro de verdad pt.2 (con Los Sufridos)                  | 2           | —           | —           | —           | —           | —           | —           | —           | - SPA: Platino (2)                                       | /                                |
| 2024                                                                                                | 2AM (con Sebastián Yatra)                               | 18          | —           | —           | —           | —           | —           | —           | —           | - SPA: Oro                                               | /                                |
| 2025                                                                                                | Angelito (con Trueno)                                   | 7           | 66          | —           | —           | —           | —           | —           | —           | - SPA: Platino                                           | /                                |
| 2025                                                                                                | Orilla (con 8belial)                                    | 7           | —           | —           | —           | —           | —           | —           | —           | - SPA: Oro                                               | /                                |
| 2025                                                                                                | Comernos (con Omar Courtz)                              | 5           | —           | —           | —           | —           | —           | —           | —           | - SPA: Oro                                               | /                                |
| 2025                                                                                                | Da me                                                   | 7           | —           | —           | —           | —           | —           | —           | —           | - SPA: Oro                                               | /                                |
| 2025                                                                                                | Última noche (con Ozuna)                                | 24          | —           | —           | —           | —           | —           | —           | —           |                                                          | /                                |
| "—" indica una pubblicazione non classificata in quel paese. "×" indica una classifica inesistente. |                                                         |             |             |             |             |             |             |             |             |                                                          |                                  |

## Altri brani entrati in classifica
| Anno | Titolo                            | Classifiche | Certificazioni     | Album di provenienza             |
| Anno | Titolo                            | SPA         | Certificazioni     | Album di provenienza             |
| ---- | --------------------------------- | ----------- | ------------------ | -------------------------------- |
| 2016 | Fiebre                            | 93          | - SPA: Platino (5) | Slow Wine Mixtape                |
| 2021 | 44 (con Rema)                     | 17          | - SPA: Platino     | Warm Up                          |
| 2021 | Judas (con Khea)                  | 44          |                    | Warm Up                          |
| 2021 | Iconic                            | 91          |                    | Warm Up                          |
| 2021 | Gasto                             | 99          |                    | Warm Up                          |
| 2021 | Slim Thick                        | 43          |                    | Sound System: The Final Releases |
| 2023 | Kármika (con Karol G e Sean Paul) | 19          | - SPA: Platino     | Mañana será bonito               |
| 2024 | Perdió este culo                  | 15          | - SPA: Platino     | La joia                          |
| 2024 | Bad Boy (con Ñengo Flow)          | 51          |                    | La joia                          |
| 2024 | Skit                              | 66          |                    | La joia                          |
| 2024 | Así soy (con Morad)               | 78          |                    | La joia                          |